# ポリブチレンサクシネート
ポリブチレンサクシネート（PBS）は、脂肪族ポリエステルであり、熱可塑性プラスチックの一種。
このプラスチックの特徴は生分解性を持つ点に有る。物性はポリエチレンに似ていて、これら旧来のプラスチックからの置き換え需要が期待される。
GsPLA または BioPBS（三菱ケミカル）のブランド名で呼ばれることもある。PBSは、コハク酸ブチレンを重合単位として構成され、C8H12O4 が繰り返される。
主として石油から作られるが、植物からも合成することが可能。

## 合成
コハク酸と1,4-ブタンジオールを合成することでPBSオリゴマーを作り出す。
次に、これらのオリゴマーを真空下でエステル交換して高分子量ポリマーにする。 このプロセスには、チタン、ジルコニウム、スズ、またはゲルマニウム誘導体などの適切な触媒が必要となる。 